# Blue Mountain Peak
De Blue Mountain Peak is met zijn 2.256 meter de hoogste berg in Jamaica. De top bevindt zich op de grens van de parishes Portland en Saint Thomas. Op de hellingen van de 
Blue Mountains wordt de bekende Jamaica Blue Mountain koffie verbouwd.